# 放流設備

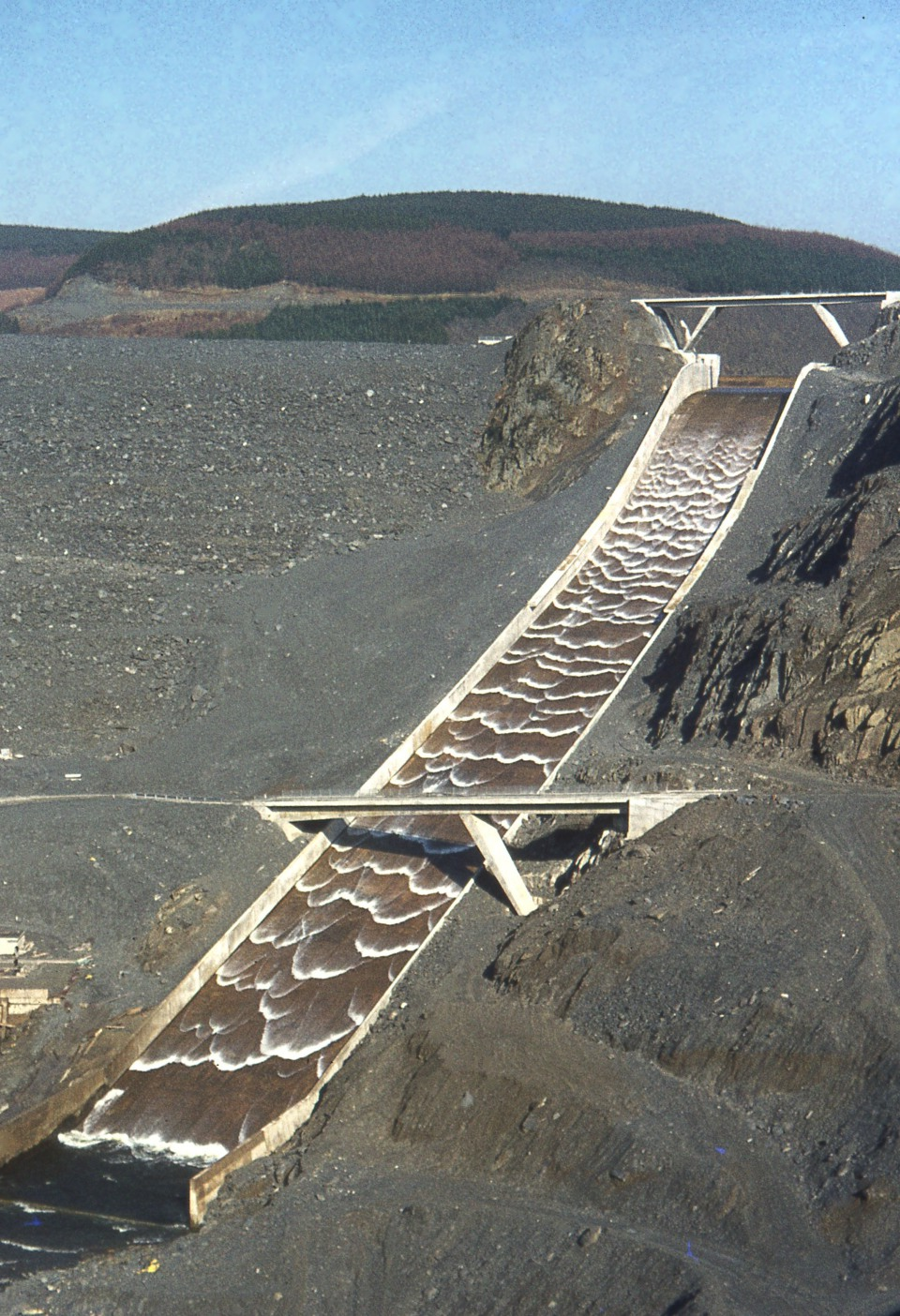
ダムに設けられた放水路の例

放流設備（ほうりゅうせつび）は、ダムや堰から水を放流するための設備である。余剰の水を放流する目的で設けられる放流設備は、特に余水吐き（よすいばき）と呼ばれる。また、洪水時においてダムの安全を確保する目的で設けられる放流設備は、特に洪水吐き（こうずいばき）と呼ばれる。これ以外にもメンテナンスなどにおいて貯水池の水位を低下させるための放流設備や、河川の正常な機能を維持するための放流設備がある。

## 機能
堤体や貯水池に悪影響を及ぼすことなく貯められた水を安全に放流することが求められる。特に、流路として想定されていない場所を流れることがないようにしなければならない。また、水面に標高差があることから流下する水は相応の運動エネルギーを得て下流部の河床や河岸を浸食する恐れがある。これを防ぐため必要に応じて減勢工が設けられる。

## 形式
堤体の一部に放流機能を持たせる付属型、独立した設備を堤体に隣接して設置する隣接型、および堤体から離れた場所に設置する分離型がある。水が堤体上あるいは堤体内を通過する付属型は大規模なフィルダムには不適とされる。
構造上の形式として、堤体最上部から落水させる一般的な堤頂越流型、堤体中部や山腹から落水させるシュート型、トンネルを設けて迂回させるトンネル型に分類される。
機能上の形式として、貯水池の水位調節や下流の流量調節を積極的に行う常用型と、計画値を越えるような洪水においてダムの安全を確保するための非常用型に分類される。

## 構造

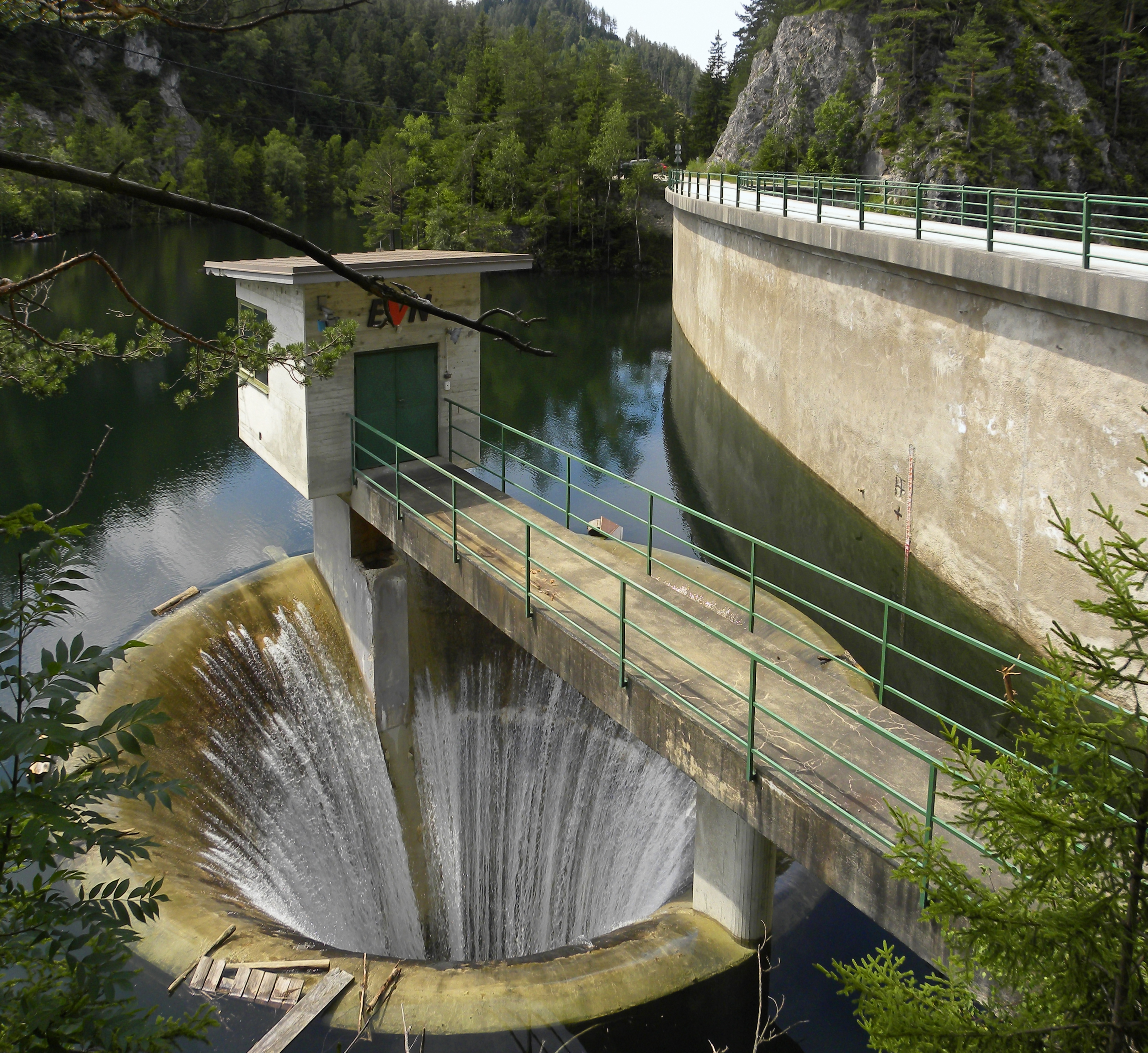
グローリーホール

貯水池から流入部、調節工、導流部、減勢工、流出部を経て下流に導かれる。
流入部
水を貯水池から放流設備へ導くための設備であり、水路、取水塔、グローリーホール、トンネルなどが用いられる。
調節工
放流する水量を調節するための設備であり、水が堤体上部を乗り越える構造を持つ越流頂、水面下に断面積の小さい管を分岐させるオリフィス、水圧差を積極的に利用するサイフォンなどの形式が用いられる。構造自体によってある程度の水量調節が可能であるが、必要に応じて積極的に水量を制御するゲートが設けられることもある。
減勢工
放流された水の運動エネルギーを抑制するための設備であり、水流を堤体表面に沿わせて跳水現象を利用する跳水式と、水流を一旦空中に放出させる放水式に分けられ、放水式はさらにスキージャンプ式と自由落下式に分けられる。
流出部
水を下流に導くための設備であり、水路、トンネルなどが用いられる。